# Kanton Roquevaire
Der Kanton Roquevaire war von 1833 bis 2015 ein französischer Wahlkreis im Département Bouches-du-Rhône und in der Region Provence-Alpes-Côte d’Azur. Er umfasste neun Gemeinden im Arrondissement Marseille; sein Hauptort (frz.: chef-lieu) war Roquevaire.
Bei der Neuordnung der Kantone in Frankreich wurde der Kanton Roquevaire aufgelöst. Fast alle Gemeinden wurden dem Kanton Allauch zugeordnet. Lediglich der bisherige Kantonshauptort Roquevaire kam zum neu geschaffenen Kanton Martigues.
Der aufgelöste Kanton war 126,55 km2 groß und hatte 46.105 Einwohner (Stand 2012).

## Gemeinden
| Gemeinde        | Einwohner (Stand: 2022) | Code postal | Code Insee |
| --------------- | ----------------------- | ----------- | ---------- |
| Auriol          | 12.986                  | 13390       | 13007      |
| Belcodène       | 1978                    | 13720       | 13013      |
| La Bouilladisse | 6447                    | 13720       | 13016      |
| Cadolive        | 2219                    | 13950       | 13020      |
| La Destrousse   | 4023                    | 13112       | 13031      |
| Gréasque        | 4469                    | 13850       | 13046      |
| Peypin          | 5612                    | 13124       | 13073      |
| Roquevaire      | 8823                    | 13360       | 13086      |
| Saint-Savournin | 3449                    | 13119       | 13101      |